# Polypedilum hiroshimaense
Polypedilum hiroshimaense är en tvåvingeart som beskrevs av Kawai och Sasa 1985. Polypedilum hiroshimaense ingår i släktet Polypedilum och familjen fjädermyggor. Inga underarter finns listade i Catalogue of Life.